# シェリル・ノーム
シェリル・ノーム（Sheryl Nome、中国語訳名は雪露）は、2008年に放送されたテレビアニメ『マクロスF』および、その関連作品に登場する架空の人物で、ヒロイン・歌姫のひとり。声の出演は遠藤綾、歌唱パートはMay'n。キャラクターデザインは江端里沙。
作品世界において「銀河の妖精」と呼ばれるトップシンガー。ストロベリーブロンドの髪をもつ美人。自信家で、高飛車な振る舞いをする毒舌家だが、プロの歌手である自分に誇りを持っており、トップシンガーであり続けるための努力は惜しまない。一方で、ふだんは他人に見せない繊細な面や、無邪気な面も持ちあわせている。銀河横断ライブツアーの最中に主人公の「早乙女アルト」と出会い、親交を深めていく。やがて自分がアルトのことを好きだと気づくが、自身にあこがれる少女、「ランカ・リー」もアルトに惹かれ、三角関係となってゆく。
現実においては「シェリル・ノーム starring May'n」名義でコンパクトディスク (CD) も発売され、最初のシングルはオリコンシングルチャート最高3位にランクインした。テレビ放送と時期を合わせてオフィシャルブログも更新され、アニメキャラクターでありながら実在するかのような演出が行われた。フィギュアやコスプレ衣装、書籍など関連商品も多数発売されている。また、シェリルを主人公としたアナザーストーリー的な少女漫画が連載されたり、現実世界の化粧品のコマーシャルに起用されるなど、アニメの枠を超えた人気の広がりを見せた。「マクロスシリーズ」のキャラクター人気投票でも第1位の常連となっている。

## 設定
作品によって設定が異なっており、ここでは原則としてテレビアニメ版『マクロスF』（以下、「テレビ版」）での設定について述べる。その他の作品における設定や経歴の変更点については後述。
生年不明11月23日生まれ、第25話（2059年9月）時点での年齢は公称17歳。新マクロス級21番艦マクロス・ギャラクシー船団出身。美貌と美声からギャラクシー・ネットワークで絶大な人気を博し、「銀河の妖精」と称される。リリースされた楽曲はつねに銀河チャートの上位に位置しており、ユニバーサルボード17週連続1位の記録を持つ、「この銀河に暮らしていてシェリルの歌を聞かない日はない」とまで言われる大人気歌手。ギャラクシー船団においては整形やインプラント（サイボーグ化）が積極的に用いられているが、シェリルはそのたぐいの処置をいっさい受けていないことも売りのひとつにしている。また、みずから作詞・作曲もしており、インスピレーションがひらめくと、どこであろうと詩を書きつける。ライブ中にはホログラム的な演出により髪の色やコスチュームが変化する。マネージャーはグレイス・オコナー。
母から伝えられた紫色の宝石（フォールドクォーツ）がついたイヤリングを着用している。趣味はヨガ、スポーツジム通い、ボディケア。携帯電話はマイク型のものを使用。サインは右側に大きく「S」、左から「heryl」と虹色の文字で書かれる。作中ではフランス語を使っている描写もあり、第3話ではグレイスへの伝言をフランス語で書く。
口癖は「こんなサービスめったにしないんだからね」「あたしはシェリル（よ）」。決め台詞は『マクロス7』の熱気バサラへのオマージュである「あたしの歌をきけ」。

## 経歴

### ノーム家のルーツ
シェリルの祖母は、マヤン島の巫女「風の導き手」の家系にあるサラ・ノームの妹、マオ・ノーム。2008年、マヤン島の近海で古代星間文明プロトカルチャーの遺産「鳥の人」が復活したとき、地球統合軍は反応弾でこれを消滅させようともくろむ。サラは「鳥の人」の力で反応弾を押さえ込み、放射能汚染から島を守るため、宇宙へフォールドする（『マクロス ゼロ』）。マオはのちにプロトカルチャーの研究に携わるようになり、宇宙生物バジュラの調査のために第117次調査船団を組織する。その後、「鳥の人」の情報を追ってガリア星系を訪れたマオはバジュラの調査にあたっていたが、バジュラの大群に襲われて船団は壊滅する。

### 幼少期
シェリルの生い立ちについては詳しく語られておらず、資料によって「生年月日不明」もあれば、「#25時点（2059年9月）で17歳（自称？）」もある。誕生日については上述のとおり、のちに11月23日とされた。
シェリルの母はシェリルが生まれた直後に母マオに写真と手紙を送っている。しかし、両親はともにマクロス・ギャラクシーのインプラント義務化に反対していたため、インプラント推進派によって殺害される。このあとは孤児として、マクロス・ギャラクシーのスラムで残飯をあさる貧困生活を余儀なくされる。その最中、芸能プロダクションのマネージャーを名乗るグレイス・オコナーに引き取られた。
グレイスを含むギャラクシー船団幹部は、バジュラを利用して全人類をインプラント化しようとする「銀河並列思考ネットワーク計画」を企んでいた。バジュラのネットワークを解明するため、バジュラの体内にいるV型ウイルスを生身の人間に感染させる「プロジェクト・フェアリー」を実施し、シェリルはその9番目の被験者（フェアリー9）に選ばれる。本人はその事実を知らないまま、グレイスの庇護下で歌手への道を歩み始める。

### デビューからトップシンガーへ
デビューシングルは「pink monsoon」。多数の有名なプロデューサーなどから色々と注文を付けられたためシェリル本人にとってはあまりいいデビューではなかったが、おかげで知名度が上がった。しかし、以降シェリルはセルフプロデュースにこだわっている。デビュー当時、「GALAXY WAVE」内の人気コーナー「ミュージックッキング」で人気DJペリス・クプラーと対談。2057年発売の3番目のシングル「インフィニティ」は、ユニバーサルボードで8週連続1位となり、さらに「What 'bout my star?」、「ダイアモンド クレバス」などの人気曲を次々と発表。2058年発売の5番目のシングル「射手座☆午後九時Dont'be late」で17週連続1位の記録を打ち立て、トップシンガーとなる。

### マクロス・フロンティア時代
銀河横断ツアーの最終公演地であるマクロス・フロンティア船団来訪時に早乙女アルト、ランカ・リーと知り合う。歌手になりたいというランカの夢を後押しし、また、自分を特別扱いせず自然に接してくるアルトには興味と好意を抱く。アルトに対しては、他人の前では決して見せない弱い一面も見せるようになる。ギャラクシー船団が消息を絶ったためツアー終了後もフロンティアに滞在し、美星学園高校の航宙科・パイロット養成コースに編入。操縦は素人同然だが、最新鋭の可変戦闘機であるVF-25 メサイアを操縦する。自身の不幸な生い立ちとスターダムへのきっかけとなったギャラクシー船団に対して複雑な思いを抱きながらも固執し、船団の無事を信じて歌い続けるが、やがてみずからも陰謀の渦中にあることを知る。
バジュラに由来するV型感染症に冒されており、薬で進行を抑えているものの、2059年8月からは体調不良に悩まされることが多くなり、仕事をすべてキャンセルして入院するほどの事態になる。それと同時に頭角を現してきたアイドルのランカの人気に押され、さらにグレイスに裏切られたことで、失意のうちに歌を捨てる決心をするほどに追い詰められる。しかし、バジュラの襲撃で避難したシェルターのなかで、絶望する人々を勇気付けようと歌う。その後、所属事務所を移籍してベクタープロモーション主催のバジュラ被災者へのチャリティーコンサートを何度も開き、「妖精」「ノーザンクロス」といった、これまでとは違った曲調の新曲を発表するようになる。
バジュラ本星での戦いでは、フロンティア首脳陣から対バジュラの切り札として、バトル・フロンティアの特設ステージで歌うことを要請され、一時的にはバジュラの動きを抑えるものの、戦場にランカの歌が響いたことで形勢を逆転される。しかし、直後に船団に帰還したS.M.Sとアルトによってギャラクシー船団の陰謀が明かされ、さらにアルトに救出されたランカとともに歌い、バジュラとの協調に大きく貢献する。この際、ランカの助力によりV型感染症の病原体が、脳から腸に移ったことで感染症を克服する。

### 年表
- 2049年 - マクロス・ギャラクシー、メインランドでグレイスと出会う[22]。
- 2057年ごろ - デビューシングル「pink monsoon」発売[注 2]。
- 2057年 - 3番目のシングル「インフィニティ」発売。ユニバーサルボードでは8週連続1位[18]。
- 2057年7月 - 4番目のシングル「What 'bout my star?」発売[19]。
- 2057年 - 「ダイアモンド クレバス」を収録したアルバムが発売[18]。
- 2058年 - ギャラクシーでライブ開催[19][注 3]。
- 2058年11月 - 5番目のシングル「射手座☆午後九時Dont'be late」発売[9]。
- 2059年3月2日 - マクロス・フロンティア船団の天空門ホールでライブ開催するが、異星生物の襲来でライブは中止となる[23]。
- 2059年4月20日 - 第12回ミス・マクロスフロンティアに審査員として参加[23]。
- 2059年5月 - マクロス・フロンティア・アイランド1の天空門ホールでバイバイシェリルライブ開催[24]。
- 2059年5月12日 - 美星学園の航宙科に転入[23]。
- 2059年7月27日 - ガリア4へ慰問公演に向かう[25]。
- 2059年9月 - バトル・フロンティア特設ステージで歌う[20]。

## 関連作品における設定・経歴

### 『劇場版 マクロスF』
『劇場版 マクロスF』では謎を秘めたキャラクターとして描かれ、フロンティア船団訪問時に掛けられたスパイ容疑が物語の鍵となっている。シェリル本人はノーム家の出自や、「フェアリー9」としてギャラクシー船団の諜報活動に関わっていること、V型感染症に侵されていることなどを承知しながら歌手活動を続けている。テレビアニメ版と同様に、シェリルにバジュラを呼び寄せる力はなく、歌うことでコードQ1（ランカ）の力を目覚めさせることが役目である。「オベリスク」を歌唱するなかでフォールド波が上昇し、ここからバジュラが反応するようになる。V型ウイルスは脳ではなく声帯に付いており、ランカと接触したことでフォールド細菌が急激に増加。早急に声帯を切除するか、ランカの血と内臓を全移植する以外に助かるすべはなくなる。
また、歌舞伎の天才子役だったアルトとは幼少時にギャラクシーで出会っており、それをきっかけに歌手への志が芽生えていた。ただし、アルトはその出会いを忘れている。
ギャラクシー船団の避難民を救出するためS.M.Sを1億2千万クレジットの大金で雇い、バジュラのフロンティア襲来時にはランカとともにステージに立ち、歌で人々を勇気づける。スパイ疑惑を晴らしたかに見えたが、ギャラクシー幹部の計画の乗っ取りを画策した三島の陰謀によって逮捕され、戦時諜報員として死刑宣告を受ける。S.M.Sによって刑務所から救出され、逃走中にランカをかばって宇宙に飛ばされるが、ランカのペットのアイ君（バジュラ幼生体）に命を救われる。バジュラ母星での最終決戦では衰弱した体に鞭打ちながらランカとともに歌い続け、アルトがバジュラクイーンとともに姿を消すと意識を失い、その後は生命維持カプセルのなかで眠り続けることになる。
バジュラ本星での決戦から数年後を描いた『劇場短編マクロスF 〜時の迷宮〜』（2021年公開）でも、アルトはいまだ戻らずシェリルも眠りつづけている。プロトカルチャーの末裔が残したとされる神殿遺跡「魂の井戸」にアルトの呼び声を感じたランカが飛び込んで歌うと、シェリルの潜在意識にその歌が届き、記憶のプロジェクションを映し出す遺跡にシェリルの姿が現れてランカとともに歌い、アルトのいる方向を遺跡に指し示させる。

### 『シェリル 〜キス・イン・ザ・ギャラクシー〜』
小山鹿梨子の漫画作品『シェリル 〜キス・イン・ザ・ギャラクシー〜』では母の名はサリー・ノーム、父の名はアベル・クーロ。ふたりはシェリルの誕生日である2048年11月23日、破壊活動防止法および内乱罪で連行されそうになったところ、抵抗したため射殺される。数か月間のスラム生活のすえグレイスに拾われ、3年後、グレイスの手引きによって声楽学校「エラトー音楽学院」に入学する。インプラントによって聴覚や声帯を強化された生徒が多いなか、シェリルは同級生の天城リリスにその才能を見いだされ、生身の体のままで実力を伸ばしてゆく。しかし、バジュラの襲撃によってリリスは死亡し、これを契機に銀河一の歌手になることを誓い、困難を乗り越えトップシンガーの地位を獲得する。

### 『ヴァリアブルファイター・マスターファイル VF-25メサイア 新たなる救世主』
「公式設定」ではないが、『ヴァリアブルファイター・マスターファイル VF-25メサイア 新たなる救世主』においては、2064年時点で、マクロス・オリンピア船団に活動の拠点を置いているという記述がある。各地のツアーには私設VF護衛部隊を雇い帯同させており、オリジナルマーキングが施された2機のVF-25Fが、つねに彼女の船を護っている。2機の機番は#1123および#727であり、前者の機番は自身の誕生日に由来するという推測が載せられている。

## 衣装
銀河ナンバーワン歌手という設定から、シェリルにはさまざまなコスチュームが用意されている。
軍服風衣装
テレビシリーズ第1話と第6話、劇場版『イツワリノウタヒメ』の「射手座☆午後9時 Don't be late」ライブシーンでシェリルが着用する青い軍服風のステージ衣装。通称「射手座」。中には黒いインナーを着用しており、ライブ時は軍服が消えていく演出もされる。テレビシリーズ第24話 - 第25話冒頭の最終決戦時はレッドバージョンを着用する。設定画では「コンサート服（2）」。ゲーム『歌マクロス スマホDeカルチャー』では「ブルーボンテージ〔ママ〕」、赤バージョンは「クリムゾンボンテージ〔ママ〕」と名づけられている。
女神をイメージさせるドレス
第6話「バイバイ・シェリル」のライブで着用。ライトブルーの髪に薄いピンクの花輪を掛け、手にはレース素材の手袋、宇宙のように濃い群青の床に付くほどのロングドレス。通称「旧ダイクレ」。
コンサート服（1）バジュラ本星決戦用
後期オープニング「ライオン」やテレビシリーズ第25話で着る衣装。紫色のビスチェと腰の後ろに大きなリボンのついたバレリーナチュチュ風のミニスカート、左右の長さが異なるストッキングで構成される。通称「ライオン」。『歌マクロス』では「パープルギャラクシー」と名づけられている。
白うさぎ / 黒うさぎ
『イツワリノウタヒメ』のキービジュアルにも使われている「ユニバーサル・バニー」時の衣装。「白うさぎ」はファンシーなデザインの白い服に大きなリボン風のマントを羽織っている。足首のうしろと髪に白いぽんぽんがついており、頬には小さなピンクのハートマークが描かれている。「黒うさぎ」はセクシーな黒いボンデージ風の衣装に、髪にはロップイヤーの耳を連想させる飾りをつけ、マントの首元の部分はコウモリの翼に似たデザインになっている。この「白黒うさぎ」はシェリルの二面性を表している。
ラブスリンガー
『イツワリノウタヒメ』の「Welcome To My FanClub's Night!」時の衣装。ピンクのテンガロンハットをはじめとしたカウガール風の衣装。小道具のピンク銃は銃口がハート型になっている。スカートのなかには小型ガスジェットクラスターが仕込まれており、バジュラ襲撃時に墜落寸前のところでこれを点火し、地面への激突を避けることに成功する。
ダイアモンド クレバスのミニドレス
『イツワリノウタヒメ』のリベンジライブ「ダイアモンド クレバス」時の衣装。ブルーがかったグリーンの長いガウンを羽織り、なかは幅の広いリボンが不規則に交差するデザインのミニドレスとなっている。パンジーに似た一輪の花を挿したヘアバンドを、薄い水色に投影された髪につけている。通称「新ダイクレ」。
海賊風衣装
『イツワリノウタヒメ』の「オベリスク」時の衣装。濃いパープルのキャミソールにジーンズ風のホットパンツ、脚には赤いリボンを巻いている。蝶の羽の形をした白と赤のマントが特徴的。
ダイアモンド クレバスのロングドレス2
『娘クリ』の「ダイアモンド クレバス」時のロングドレス。袖がないホルターネックで、ハートと蝶の羽根をモチーフにした仮面とセットになっている。色は赤茶に近いパープル。
ビスチェとホットパンツ
『娘クリ』の「ノーザンクロス」時の衣装。「オベリスク」の衣装とほぼ同じ。劇場版の「オベリスク」と同じステージでライブを行い、歌の後半では「オベリスク」時のマントを羽織る。
花魁シェリル
『ギラサマ祭』のイメージビジュアルに描かれている衣装。花魁モチーフの紫色の和服。
美星学園の女子用夏服
『娘クリ』の「ライオン」時の衣装。『娘クリ』の解説書では、美星学園でランカとともにライブを行ったときに着用したと設定されている。通称「ライオン制服」。
ホーリー・ブライド
『サヨナラノツバサ』の「禁断のエリクシア」時のウェディングドレス。両サイドを残して髪を結い上げ、ティアラとベールをつけている。裾が花びらの形にカットされたショートラインベアトップスタイルのドレスにアンクルブーツ。マイクは青い液体が半分ほど入った試験管。『サヨナラノツバサ』の予告編に登場していたウェディングドレスとは別のデザイン。
セイント・グルーム
『サヨナラノツバサ』の「禁断のエリクシア」時のタキシード。髪を首のうしろでひとつに束ね、ブルーグレーのタキシードに青いマントを羽織っている。
ピンキー・ナース
『サヨナラノツバサ』劇場版の「禁断のエリクシア」時の衣装。ピンクのナース風ミニワンピースにナースキャップをつけ、ニーハイのストッキングを履いている。ほかにも通称「シェリル戦隊」「ナース戦隊」と呼ばれるナース風ワンピースのバリエーションがある。マイクは針付きの注射器。
シェリル・イン・アルカトラズ
ステージ衣装ではなく、『サヨナラノツバサ』でシェリルが収監されるアルカトラズ刑務所の囚人服。獄中では上着を脱いで腰に巻き、脱獄後はハードブーツを履いた姿となる。独房の中で「星間飛行」の一節を口ずさみ、救出後はランカとデュエットで「Get it on 〜光速クライmax」、メドレー「娘々Final Attack フロンティア グレイテスト☆ヒッツ！」の始発になる「ノーザンクロス」と、「ライオン」のAメロまでを歌う。
オルレアン
劇場版『サヨナラノツバサ』のキービジュアル第2弾「歌は祈命」に描かれている白い軍服。劇中では教会ステージで「娘々Final Attack フロンティア グレイテスト☆ヒッツ！」を歌う際、「ライオン」のサビ前でこの衣装に変化する。
シャイン・オブ・ヴァルキュリア
『サヨナラノツバサ』の「サヨナラノツバサ〜the end of triangle」時の最終衣装。黒に近い藍のビスチェに花びらの形のピンクのミニスカートと赤いベルト、ベール付きの帽子。腰のうしろにピンクの飾り布が長く流れる。紫のダメージドタイツと靴紐のない黒のアンクルブーツを履く。マイクはチェーンウィップのような形状の「ファイヤーチェーン」。稲妻の形をしたチャームがヒールのうしろについている。シェリルが歩き出すたびに足跡に炎が燃え上がる演出がなされている。ランカの「ウィッシュ・オブ・ヴァルキュリア」と対になる衣装。
SMSジャケット
『マクロスFB7 銀河流魂 オレノウタヲキケ！』の主題歌「娘々FIRE!! ～突撃プラネットエクスプロージョン」歌唱時に着用。劇中エンディング前の一曲。ナンバリングが「30」になっている。
ゴ〜〜ジャスVer.
「ゴ〜〜ジャス」の衣装。濃いピンクを基調としたアラビアン風の衣装で、髪飾りは蝶の翅（はね）のようで太ももまでの長さがあり、靴や小物には金色が入っている。『歌マクロス』では「ヴェスタ・ゴージャス」と名付けられている。

## 歌唱曲
この節ではシェリルの楽曲について記述する。歌唱はいずれもMay'n。シングルカットされた楽曲および、ランカ・リーとのデュエットのみで発表された楽曲の詳細は「マクロスFのディスコグラフィ」「ライオン (May'n/中島愛の曲)」を参照。

### テレビ版
射手座☆午後九時Don't be late
作詞 - 佐藤大、hàl、Gabriela Robin、マイクスギヤマ / 作曲・編曲 - 菅野よう子
第1話で使用。フロンティア船団のライブで最初に歌う曲。『イツワリノウタヒメ』でも使用。

What 'bout my star?
作詞 - hàl / 作曲・編曲 - 菅野よう子
第1話で使用。フロンティア船団のライブで歌う曲。2057年7月に発売された4枚目のシングルで、ライブでは通常、後述の「Welcome To My FanClub's Night!」とあわせて演奏されるという設定。
第5話ではランカ・リーがゲリラライブでカバーし、「What 'bout my star? @Formo」として発表される。『マクロスF（フロンティア） O.S.T.1 娘フロ。』収録版ではこれにシェリルがボーカル参加しているが、設定ではシェリルがアルバム収録を許諾する際にマスター音源を持っていって完成したものとされている。『イツワリノウタヒメ』でも使用。
ダイアモンド クレバス
作詞 - hàl / 作曲・編曲 - 菅野よう子
第2話から使用される前期エンディングテーマ。愛しい人との別れを歌ったバラード。『イツワリノウタヒメ』『サヨナラノツバサ』でも使用。

シェリルが歌う「ダイアモンド クレバス」には、ほかに以下のバージョンがある。
ダイアモンド クレバス〜展望公園にて
第2話で使用。展望公園でランカが歌いだし、変装していたシェリルがそれにあわせて歌うことで正体を明かす。
ダイアモンド クレバス 50/50
ランカとのデュエットバージョン。第15話のエンディングテーマ。
真空のダイアモンドクレバス
セルフカバー。第20話の挿入歌・エンディングテーマ。V型感染症の悪化により休業状態に追い込まれていたシェリルが、シェルター内で避難民のために歌い、歌手として復活する契機となる曲。菅野は、通常版では冒頭から伴奏があるため場面に合わないと思い、当初は冒頭部のみアカペラで収録しなおす予定だったが、May'nがこの時点で大きく成長・変化していたためにすべて撮りなおすことになったと語っている。
ダイアモンド クレバス 〜thank you, Frontier
劇中未使用。2010年の「マクロスF 超時空スーパーライブ 〜Merry Christmas without You〜」神戸ポートアイランドホール公演で演奏されたバージョンで、アルバム『劇場版マクロスF サヨナラノツバサ netabare album the end of "triangle"』のために録音しなおしたもの。

インフィニティ
作詞 - 岩里祐穂 / 作曲・編曲 - 菅野よう子
第7話で使用。シェリルのさよならライブで最後に歌われる曲。2057年に発売され、ユニバーサルボード8週連続1位を記録したシェリルのサードシングルで、大ヒットドラマの主題歌に使用されたという設定。「ロックテンポながら、どこかブルージーな泣きの入る」ボーカルが特徴とされる。第7話では客席にいるランカとのデュエットバージョンが使用されており、『マクロスF（フロンティア）VOCAL COLLECTION 娘たま♀』に「インフィニティ #7」として収録されている。河森によると、当初第7話では「インフィニティ」「射手座 - 」という使用順の予定だったが、順番を変えてもコンテがうまく描けず、最終的にシェリルが途中で言葉に詰まり一拍置くことを思いつき、「インフィニティ」冒頭への導入を描くことができたという。
Welcome To My FanClub's Night!
作詞 - hàl / 作曲・編曲 - 菅野よう子
第15話で使用。回想シーンにおいてシェリルが歌う。シェリルのライブではオープニングに使われているという設定。『イツワリノウタヒメ』でも使用され、上述の専用衣装「ラブスリンガー」がデザインされている。シェリルの曲のなかでは「What 'bout my star?」とともに最初に作られたもので、もともとはふたつあわせて1曲だった。
ノーザンクロス
作詞 - 岩里祐穂、Gabriela Robin / 作曲・編曲 - 菅野よう子
第16話からの後期エンディングテーマ。劇中では第22話より使用。

ライオン
作詞 - Gabriela Robin / 作曲・編曲 - 菅野よう子
ランカとのデュエット。第18話からの後期オープニングテーマ。テレビ版の挿入歌としては第25話において後述する「娘々サービスメドレー」の一部として使用され、『イツワリノウタヒメ』では単独で挿入歌として使用されている。

シェリルのアイモ
作詞 - Gabriela Robin / 作曲・編曲 - 菅野よう子
第18話のアイキャッチで使用。ランカが記憶していた曲「アイモ」のカバー。『イツワリノウタヒメ』ではシェリルも「アイモ」を知っているという設定になり、劇中で歌う場面がある。
妖精
作詞 - 真名杏樹、Gabriela Robin / 作曲・編曲 - 菅野よう子
第22話で使用。被災者のためのチャリティーライブで歌われる。シェリルの復活ソング第2弾という設定。菅野は「みんなから妖精と言われて、それを演じることへの喜びと痛ましさ」を表現した曲で、アルトの演じることへの葛藤を「同士のような感覚で理解していた」というシェリルのラブソングのつもりだと述べている。
娘々サービスメドレー
編曲 - 菅野よう子
ランカとのデュエット。第25話で使用。「ライオン」、「インフィニティ」、「私の彼はパイロット」、「ダイアモンド クレバス」、「星間飛行」、「What 'bout my Star?」、「愛・おぼえていますか」、「アイモ」のメドレー。
トライアングラー (Fight on Stage)
作詞 - Gabriela Robin / 作曲・編曲 - 菅野よう子
ランカ・リーとのデュエット。坂本真綾が歌う前期オープニングテーマ「トライアングラー」のカバー。歌詞の一部が変更されている。第25話のエンディングで使用。

### 劇場版

#### 『イツワリノウタヒメ』 の使用曲
ユニバーサル・バニー
作詞 - しほり、PA-NON、Gabriela Robin / 作曲・編曲 - 菅野よう子
『劇場版 マクロスF 虚空歌姫〜イツワリノウタヒメ〜』で使用。フロンティア船団の星道館ライブで歌う曲。
上述の「白うさぎ」と「黒うさぎ」のシェリルが入れ替わりながら歌い、最終的にはひとりでありながらふたり同時に歌うというもので、菅野は、現実ではひとりが一曲内でキャラクターを変えるのにも限界があるが、アニメであれば4小節でも可能なので「そこは最初から考えていました」と述べている。河森が好きだというアナログ時計の内部をモチーフとしたステージのコンセプトと、シェリルがもつ2面性の表現として江端が提案した「白と黒のシェリル」というアイデアから、全体コンセプトが『不思議の国のアリス』に決定し、発注を受けた菅野は江端による衣装サンプルを見て「うさぎ」の発想に至ったと語っている。中盤での変化が求められたためにラップパートが入っており、May'nにとってはこれが初挑戦だったという。

pink monsoon
作詞 - Gabriela Robin / 作曲・編曲 - 菅野よう子
『イツワリノウタヒメ』で使用。設定ではシェリルのデビュー曲とされている。

オベリスク
作詞 - Gabriela Robin / 作曲・編曲 - 菅野よう子
『イツワリノウタヒメ』で使用。コンサート船で行われるシェリルのリベンジライブで歌われる。

#### 『サヨナラノツバサ』 の使用曲
禁断のエリクシア
作詞 - Gabriela Robin / 作曲・編曲 - 菅野よう子
『サヨナラノツバサ』で使用。星道館のライブで歌う。
テーマは錬金術。「エリクシア」という言葉は河森が挙げたキーワードのひとつで、菅野は「前編の「イツワリノウタヒメ」からの流れで死のにおいがする、だますとかだまされるという危機感のある感じにしたいなと考えていました。」と語っている。
ギラギラサマー(^ω^)ノ
『サヨナラノツバサ』で使用。詳細は後述。
星間飛行（LIVE in アルカトラズ）
作詞 - 松本隆 / 作曲・編曲 - 菅野よう子
『サヨナラノツバサ』で使用。アルカトラズ刑務所で行われる慰問ライブで、ランカの歌声にあわせて口ずさむ。
Get it on〜光速クライmax
作詞 - Gabriela Robin、Tim Jensen / 作曲・編曲 - 菅野よう子
『サヨナラノツバサ』で使用。ランカとのデュエットで、ゲーム『マクロストライアングルフロンティア』の主題歌のアレンジ。

娘々Final Attack フロンティア グレイテスト☆ヒッツ！
編曲 - 菅野よう子
『サヨナラノツバサ』で使用。ランカとのデュエット。「ノーザンクロス」、「虹いろ・クマクマ」、「ライオン」、「愛・おぼえていますか」、「ユニバーサル・バニー」、「オベリスク」のメドレー。
サヨナラノツバサ 〜the end of triangle
作詞 - Gabriela Robin、河森正治 / 作曲・編曲 - 菅野よう子
『サヨナラノツバサ』で使用。ランカとのデュエット。バジュラ本星における最終戦で歌う。
dシュディスタb
作詞 - hàl / 作曲・編曲 - 菅野よう子
『サヨナラノツバサ』のエンディングテーマ曲。ランカとのデュエット。

#### 『時の迷宮』 の使用曲
時の迷宮
作詞 - 菅野よう子、児玉雨子 / 作曲・編曲 - 菅野よう子
『劇場短編マクロスF 〜時の迷宮〜』の主題歌。ランカとのデュエット。

### その他
シェリルの宇宙兄弟船
作詞 - 一倉宏 / 作曲・編曲 - 菅野よう子
「シェリルの宇宙兄弟船 など。」に収録。ゼントラーディ歌手、徳川喜一郎の演歌「宇宙兄弟船」のカバー。

天使になっちゃった
作詞 - Gabriela Robin / 作曲・編曲 - 菅野よう子
「pink monsoon」に収録されている曲。漫画『シェリル〜キス・イン・ザ・ギャラクシー』では復帰後のコンサートのリハーサルで歌うシーンがある。
ギラギラサマー(^ω^)ノ
作詞 - Gabriela Robin、富永恵介 / 作曲・編曲 - 菅野よう子
『劇場版 マクロスF』のシェリルの曲を収録したミニアルバム『ユニバーサル・バニー』に収録されている曲。ブックレットの設定では映画「鳥の人」の主題歌としてシェリルが提供したが使用されなかった曲とされている。その後、BD/DVD/UMD版『イツワリノウタヒメ』の特典映像や『サヨナラノツバサ』でサンスクリーン「ノーム・ピュアシールド」のCMで使用される。
イゾラド
作詞 - 山田稔明 / 作曲・編曲 - 菅野よう子
『ユニバーサル・バニー』に収録されている曲。設定では封印曲とされている。漫画『シェリル 〜キス・イン・ザ・ギャラクシー〜』では化粧品「イゾラド・ジェム」のCMに使用され、銀河チャート1位となり、美星学園の文化祭ライブに現れたバジュラを引き付けるために歌うシーンがある。
会えないとき
作詞 - Gabriela Robin / 作曲・編曲 - 菅野よう子
『ユニバーサル・バニー』に収録されている曲。
永遠
作詞 - Gabriela Robin / 作曲・編曲 - 菅野よう子
『ユニバーサル・バニー』に収録されている曲。設定では「インフィニティ」と同時期に書かれた曲とされている。
サイレントでなんかいられない
作詞 - 一倉宏 / 作曲・編曲 - 菅野よう子
アルバム『cosmic cuune』2曲目に収録。ランカとのデュエット曲。
星間イヴ（星間飛行 christmas ver.） 
作詞 - 松本隆 / 作曲・編曲 - 菅野よう子
『cosmic cuune』3曲目に収録。ランカの曲「星間飛行」のアレンジ。メインボーカルはランカ。
リーベ〜幻の光
作詞 - 岩里祐穂 / 作曲・編曲 - 菅野よう子
『cosmic cuune』5曲目に収録。
ふなのり
作詞 - Gabriela Robin / 作曲・編曲 - 菅野よう子
 『cosmic cuune』6曲目に収録。
Merry Christmas without You
作詞 - 山田稔明 / 作曲・編曲 - 菅野よう子
 『cosmic cuune』7曲目に収録。ランカとのデュエット曲で、『マクロスF』の声優陣も参加。
タブレット
作詞 - Gabriela Robin / 作曲・編曲 - 菅野よう子
 『cosmic cuune』8曲目に収録。ランカとのデュエット曲。
娘々FIRE!! 〜突撃プラネットエクスプロージョン
作詞 - K.INOJO、古屋敏之 / 作曲 - 河内淳貴、須藤英樹、福山芳樹 / 編曲 - CHOKKAKU
『マクロスFB7 銀河流魂 オレノウタヲキケ！』の主題歌。ランカ、およびFIRE BOMBERと歌うメドレー。

ゴ〜〜ジャス
作詞 - Robin Robinson / 作曲・編曲 - 菅野よう子
配信シングル曲。2017年のマクロス35周年記念プロジェクトのひとつとして「シェリル復活」が告知され、PVが限定公開された。
Good job!
作詞 - Robin Robinson / 作曲・編曲 - 菅野よう子
ランカとのデュエット。2018年に『マクロスF』10周年企画として発売されたシングルの表題曲。

サクリファイス
作詞 - Gabriela Robin / 作曲・編曲 - 菅野よう子
シングル「時の迷宮」収録曲。ランカとのデュエット。

僕らの戦場
作詞 - 唐沢美帆、加藤裕介 / 作曲・編曲 - 加藤裕介
『マクロス40周年記念超時空コラボアルバム デカルチャー!! ミクスチャー!!!!!』収録曲。『マクロスΔ』挿入歌のカバー。ランカとのデュエット。
いけないボーダーライン
作詞 - 西直紀 / 作曲・編曲 - コモリタミノル
『デカルチャー!! ミクスチャー!!!!!』収録曲。『マクロスΔ』挿入歌のカバー。ランカとのデュエット。
GIRAFFE BLUES
作詞 - 菜穂 / 作曲・編曲 - h-wonder / ストリングス編曲 - 加藤裕介
『デカルチャー!! ミクスチャー!!!!!』収録曲。『マクロスΔ』挿入歌のカバー。
破滅の純情
作詞 - 西直紀 / 作曲・編曲 - コモリタミノル
『デカルチャー!! ミクスチャー!!!!!』収録曲。『マクロスΔ』挿入歌のカバー。ランカとのデュエット。
愛・おぼえていますか（40th Anniversary DeCulture Edition）
作詞 - 安井かずみ / 作曲 - 加藤和彦 / オーケストラアレンジ - 服部隆之
歌 - シェリル・ノーム starring May'n、ランカ・リー＝中島愛、ワルキューレ
『デカルチャー!! ミクスチャー!!!!!』収録曲。
爛々スペシャルボーナスメドレー（Δ得盛り）
『デカルチャー!! ミクスチャー!!!!! 初回限定フロンティア盤』収録曲。ランカとのデュエット。『マクロスΔ』シリーズの主題歌・挿入歌「一度だけの恋なら」「ワルキューレがとまらない」「Walküre Attack!」「ワルキューレは裏切らない」「LOVE! THUNDER GLOW」「God Bless You」「ワルキューレはあきらめない」「ワルキューレがとまらない」「ルンがピカッと光ったら」のメドレー。
恋はドッグファイト (Sheryl cover)
作詞 - 黒河影次 / 作曲・編曲 - 菅野よう子
『マクロスF オールタイムベストアルバム「娘々グレイテスト☆ヒッツ！」』の「完全生産限定・デカルチャー特装盤」と「限定盤」に付属する特典ディスク「デカルチャー歌合戦」収録曲。
CMシェリル
「デカルチャー歌合戦」収録曲。「「超時空飯店 娘々」CMソング」「ダイナム超合金」「だるまゼミナール」「ニンジーン Loves you yeah!」のメドレー。
Songbird (Sheryl cover)
作詞 - 銀色夏生 / 作曲・編曲 - 菅野よう子
「デカルチャー歌合戦」収録曲。

## 制作
『マクロスF』では、銀河ナンバーワンの歌手とそれを追いかける少女の構図として、シェリルとランカがダブルヒロインとなっている。
シェリルは銀河ナンバーワン歌手という設定のため、すでにデビューしている実力派の中からMay'nが選ばれた。May'nは過去に別名で活動していたが、シェリルの歌い手役から現在のMay'nへ名義を変更した。
キャラクターデザインの江端里沙は「はかなくてキレイなお人形さんのイメージ」で描いたと語る。デザインはしやすかったが、まつげが難しいとのことで、少し違うだけで別人になるという。
髪の色はもとは金髪だったが、インパクトが欲しいということで最終的にピンクがかったグラデーションがかけられた。このピンクがかった金髪という髪の色は特殊効果で表現された。処理に手間がかかることもあり、当初はカット数に制限があった。
劇場版ではシェリルの携帯電話を変更することになり、当初はトカゲのような形のブレスレットをしたデザインを検討していたが、May'nの好物が鯛焼きであることから「携鯛」（ケータイ）がデザインされた。
スタジオぬえの宮武一貴は、『超時空要塞マクロス』以前の没企画『ジェノサイダス』にシェリダン・ノーウェスト（シェリー）という男装した女性キャラクターが登場する予定があり、これをもとに河森正治がシェリルを設定したのではと推測している。

## 反響

### 人気投票
『月刊ニュータイプ』のキャラクター人気投票では、アニメ完結から数年を経てもときおりランクインしている。
「マクロスシリーズ」のキャラクターに限った人気投票では第1位の常連であり、2010年に雑誌『マクロスエース』で2度にわたって発表されたランキングの女性キャラクター部門でどちらも第1位、2019年にNHK BSプレミアムで放送された『発表!全マクロス大投票』のキャラクター部門で作品別、総合ともに第1位、2021年以降に「ねとらぼ調査隊」が実施しているアンケート「あなたが好きなマクロスシリーズの歌姫は？」でも毎回第1位を獲得しており、得票率が4割を超えたこともある。また、2021年以降に実施されている同サイトによるアンケート「あなたが一番好きなマクロス歌姫の声優は？」でも、シェリル役の遠藤綾が毎回第1位となっている。

### 影響を受けた人物
歌手のXAIは、シェリルに憧れて影響を受け、アーティストになったことを公言しており、オーディションでもシェリルの持ち歌である「ダイアモンド クレバス」を歌った。シェリルがシェルター内で「ダイアモンド クレバス」を歌うシーンを観て「私もこういう風に生きていきたいと思った」といい、「シェリル・ノームが絶望の中で歌う姿に救われた」と語っている。

### 他作品における反響
2024年にサービスが開始されたコンピュータゲーム『ゼンレスゾーンゼロ』に登場するキャラクター「アストラ・ヤオ」は遠藤綾が声を担当し、作中で歌姫とも呼ばれることからシェリルを連想する声が多く、2025年には公式YouTubeで公開されているアストラを応援するミュージックビデオ「楽園夢遊記」のリアレンジカバーをMay'nが歌うことが発表され、その組み合わせにファンが盛り上がったと報じられている。

## シェリルを主人公とする作品
多様な媒体でメディアミックス展開がされている『マクロスF』関連作品のなかには、シェリルを主人公とする作品も複数存在する。
超生徒会長シェリル
げろたんの漫画作品。『マクロスエース Vol.001』より『Vol.008』まで連載。単行本『マクロス コミックゼントラ盛り』に収録。
インフィニティ
小太刀右京の短編小説。『マクロスF VISUAL COLLECTION シェリル・ノーム』に掲載され、『マクロスF フロンティア・メモリーズ』に収録されている。
シェリル 〜キス・イン・ザ・ギャラクシー〜
小山鹿梨子の漫画作品。『別フレ2010』7月号から『別フレ2011』3月号まで連載。

## ディスコグラフィ

### シングル
|     | 発売日         | タイトル                                             | 規格品番   | オリコン 最高位 |
| --- | -------------- | ---------------------------------------------------- | ---------- | --------------- |
| 1st | 2008年5月8日   | ダイアモンド クレバス／射手座☆午後九時 Don't be late | VTCL-35025 | 3位             |
| 2nd | 2009年10月21日 | pink monsoon                                         | VTCL-35088 | 5位             |

### ミニアルバム
|     | 発売日           | タイトル             | 規格品番   | オリコン 最高位 |
| --- | ---------------- | -------------------- | ---------- | --------------- |
| 1st | 2009年11月25日日 | ユニバーサル・バニー | VTCL-60177 | 3位             |

### その他参加作品
| 発売日   | 商品名                                                                                             | 歌                                                                                             | 楽曲 | 備考                                                       |
| 2008年   | 2008年                                                                                             | 2008年                                                                                         | 2008年 | 2008年                                                     |
| -------- | -------------------------------------------------------------------------------------------------- | ---------------------------------------------------------------------------------------------- | --- | ---------------------------------------------------------- |
| 6月4日   | マクロスF O.S.T.1 娘フロ。                                                                         | シェリル・ノーム starring May'n                                                                | 「Welcome To My FanClub's Night!（Sheryl On Stage）」 「What'bout my star?（Sheryl On Stage）」 「射手座☆午後九時Don't be late（Sheryl On Stage）」 「インフィニティ」 | テレビアニメ『マクロスF』劇中歌                            |
| 6月4日   | マクロスF O.S.T.1 娘フロ。                                                                         | ランカ・リー＝中島愛、シェリル・ノーム starring May'n                                          | 「What'bout my star?@Formo」 | テレビアニメ『マクロスF』劇中歌                            |
| 8月20日  | ライオン                                                                                           | シェリル・ノーム starring May'n、ランカ・リー＝中島愛                                          | 「ライオン」 | テレビアニメ『マクロスF』オープニングテーマ                |
| 8月20日  | ライオン                                                                                           | シェリル・ノーム starring May'n                                                                | 「ノーザンクロス」 | テレビアニメ『マクロスF』エンディングテーマ                |
| 10月8日  | マクロスF O.S.T.2 娘トラ☆                                                                          | ランカ・リー＝中島愛、シェリル・ノーム starring May'n                                          | 「トライアングラー（fight on stage） | テレビアニメ『マクロスF』劇中歌                            |
| 10月8日  | マクロスF O.S.T.2 娘トラ☆                                                                          | シェリル・ノーム starring May'n                                                                | 「妖精」 「真空のダイアモンドクレバス」 | テレビアニメ『マクロスF』劇中歌                            |
| 10月8日  | マクロスF O.S.T.2 娘トラ☆                                                                          | シェリル・ノーム starring May'n、ランカ・リー＝中島愛、坂本真綾（蘭雪）                        | 「娘々サービスメドレー」 | テレビアニメ『マクロスF』劇中歌                            |
| 12月24日 | シェリルの宇宙兄弟船 など。                                                                        | シェリル・ノーム starring May'n                                                                | 「シェリルの宇宙兄弟船」 | テレビアニメ『マクロスF』劇中歌                            |
| 12月3日  | マクロスF VOCAL COLLECTION 娘たま♀                                                                 | シェリル・ノーム starring May'n、ランカ・リー＝中島愛                                          | 「ダイアモンド クレバス〜展望公園にて」 「インフィニティ #7」 「ダイアモンド クレバス 50/50」 「娘々スペシャルサービスメドレー（特盛り）」                             | テレビアニメ『マクロスF』劇中歌                            |
| 12月3日  | マクロスF VOCAL COLLECTION 娘たま♀                                                                 | シェリル・ノーム starring May'n                                                                | 「Welcome To My FanClub's Night!」 「What 'bout my star?」 「シェリルのアイモ」 「ノーザンクロス」                                                                     | テレビアニメ『マクロスF』劇中歌                            |
| 2009年   | |                                                                                                | |                                                            |
| 10月14日 | 超時空アンセム2009『息をしてる 感じている』                                                        | リン・ミンメイ（飯島真理）、FIRE BOMBER、シェリル・ノーム starring May'n、ランカ・リー＝中島愛 | 「息をしてる 感じている」 | イベント「MACROSS CROSSOVER LIVE」関連曲                   |
| 2010年   | |                                                                                                | |                                                            |
| 11月24日 | cosmic cuune                                                                                       | シェリル・ノーム starring May'n、ランカ・リー＝中島愛                                          | 「サイレントでなんかいられない」 「星間イヴ（星間飛行 christmas ver.）」 「Merry Christmas without You」 「タブレット」                                                | テレビアニメ『マクロスF』関連曲                            |
| 11月24日 | cosmic cuune                                                                                       | シェリル・ノーム starring May'n                                                                | 「リーベ〜幻の光」 「ふなのり」 | テレビアニメ『マクロスF』関連曲                            |
| 11月24日 | cosmic cuune                                                                                       | シェリル・ノーム starring May'n、ランカ・リー＝中島愛、frontier stars                          | 「Merry Christmas without You」 | テレビアニメ『マクロスF』関連曲                            |
| 2011年   | |                                                                                                | |                                                            |
| 1月26日  | 放課後オーバーフロウ                                                                               | ランカ・リー＝中島愛 feat.シェリル・ノーム starring May'n                                      | 「Get it on-flying rock」 | 劇場アニメ『劇場版 マクロスF』関連曲                       |
| 3月9日   | 劇場版マクロスF サヨナラノツバサ netabare album the end of "triangle"                              | シェリル・ノーム starring May'n                                                                | 「禁断のエリクシア」 「ダイアモンド クレバス〜thank you,Frontier」 | 劇場アニメ『劇場版 マクロスF』関連曲                       |
| 3月9日   | 劇場版マクロスF サヨナラノツバサ netabare album the end of "triangle"                              | シェリル・ノーム starring May'n、ランカ・リー＝中島愛                                          | 「Get it on〜光速クライmax」 「娘々Final Attack フロンティア グレイテスト☆ヒッツ！」 「サヨナラノツバサ〜the end of triangle」 「dシュディスタb」                      | 劇場アニメ『劇場版 マクロスF』関連曲                       |
| 2012年   | |                                                                                                | |                                                            |
| 10月24日 | 娘々FIRE!! 〜突撃プラネットエクスプロージョン／ヴァージンストーリー                                | シェリル・ノーム starring May'n、ランカ・リー＝中島愛                                          | 「娘々FIRE!! 〜突撃プラネットエクスプロージョン」 | 劇場アニメ『マクロスFB7 銀河流魂 オレノウタヲキケ!』主題歌 |
| 2014年   | |                                                                                                | |                                                            |
| 3月26日  | マクロス30周年記念 超時空デュエット集 娘コラ×                                                      | マオ・ノーム（南里侑香）、シェリル・ノーム starring May'n                                      | 「アイモ〜鳥のひと」 | 「マクロスシリーズ」関連曲                                 |
| 2018年   | |                                                                                                | |                                                            |
| 9月26日  | Good job!                                                                                          | シェリル・ノーム starring May'n、ランカ・リー＝中島愛                                          | 「Good job!」 | テレビアニメ『マクロスF』関連曲                            |
| 9月26日  | Good job!                                                                                          | シェリル・ノーム starring May'n                                                                | 「ゴ〜〜ジャス」 | テレビアニメ『マクロスF』関連曲                            |
| 2021年   | |                                                                                                | |                                                            |
| 11月10日 | 時の迷宮                                                                                           | ランカ・リー＝中島愛、シェリル・ノーム starring May'n                                          | 「時の迷宮」 「時の迷宮 -movie edition-」 | 劇場アニメ『劇場短編マクロスF 〜時の迷宮〜』主題歌         |
| 11月10日 | 時の迷宮                                                                                           | シェリル・ノーム starring May'n、ランカ・リー＝中島愛                                          | 「サクリファイス」 | 劇場アニメ『劇場短編マクロスF 〜時の迷宮〜』関連曲         |
| 2022年   | |                                                                                                | |                                                            |
| 4月6日   | マクロス40周年記念超時空コラボアルバム デカルチャー!! ミクスチャー!!!!!                            | シェリル・ノーム starring May'n、ランカ・リー＝中島愛                                          | 「僕らの戦場」 「いけないボーダーライン」 「破滅の純情」 | 「マクロスシリーズ」関連曲                                 |
| 4月6日   | マクロス40周年記念超時空コラボアルバム デカルチャー!! ミクスチャー!!!!!                            | シェリル・ノーム starring May'n                                                                | 「GIRAFFE BLUES」 | 「マクロスシリーズ」関連曲                                 |
| 4月6日   | マクロス40周年記念超時空コラボアルバム デカルチャー!! ミクスチャー!!!!!                            | シェリル・ノーム starring May'n、ランカ・リー＝中島愛、ワルキューレ                            | 「愛・おぼえていますか（40th Anniversary DeCulture Edition）」 | 「マクロスシリーズ」関連曲                                 |
| 4月6日   | マクロス40周年記念超時空コラボアルバム デカルチャー!! ミクスチャー!!!!! 初回限定フロンティア盤     | シェリル・ノーム starring May'n、ランカ・リー＝中島愛                                          | 「爛々スペシャルボーナスメドレー（Δ得盛り）」 | 「マクロスシリーズ」関連曲                                 |
| 2025年   | |                                                                                                | |                                                            |
| 4月29日  | マクロスF オールタイムベストアルバム「娘々グレイテスト☆ヒッツ！」 BONUS DISC「デカルチャー歌合戦」 | シェリル・ノーム starring May'n                                                                | 「恋はドッグファイト (Sheryl cover)」 「CMシェリル」 「Songbird (Sheryl cover)」                                                                                       | 『マクロスF』シリーズ関連カバー曲                          |

## 関連商品

### 書籍
マクロスF VISUAL COLLECTION シェリル・ノーム
角川書店より2009年10月20日発売。
テレビシリーズおよび劇場版『イツワリノウタヒメ』のシェリルの版権イラストを集めたキャラクターブック。
マクロスF VISUAL COLLECTION シェリル・ノーム FINAL
角川書店より2011年4月28日発売。
劇場版完結編『サヨナラノツバサ』の要素を盛り込んだキャラクターブック第2弾。
シェリル 〜キス・イン・ザ・ギャラクシー〜
講談社より2010年9月13日第1巻発売。全4巻。
別冊フレンド増刊『別フレ』で連載された作品の単行本化。小山鹿梨子が漫画を担当し、河森正治も原案協力というかたちで携わっている。

### フィギュア
エクセレントモデル シェリル・ノーム
メガハウスより2009年8月発売。
第1話「クロース・エンカウンター」に登場する青い軍服のようなステージ衣装のフィギュア。インナー姿も再現できる。
エクセレントモデルCORE シェリル・ノーム N.A Ver.
メガハウスより2010年1月発売。
「シェリルの宇宙兄弟船」のCDジャケットイラストを再現した両手両膝をついたフィギュア。ノーズアートをイメージした露出度の高いセクシーな姿。
emotion style シェリル・ノーム
バンダイより2010年2月発売。
劇場版『イツワリノウタヒメ』の後半で「オベリスク」を歌う際の海賊風衣装のフィギュア。
エクセレントモデル シェリル・ノーム ラスト・フロンティアVer.
メガハウスより2010年7月発売。
テレビ版第24話「ラスト・フロンティア」に登場する赤い軍服のようなステージ衣装のフィギュア。インナー姿も再現できる。
シェリル・ノーム 等身大フィギュア
KADOKAWAコレクションより2020年3月発売。
「ライオン」の歌唱時などに着用するステージ衣装姿のフィギュア。限定10体の抽選販売で、Bluetoothスピーカーが内蔵されている。

### アパレル
シェリル ステージ衣装
2009年3月発売
発売 - アニメイトコスチューム館 ACOS
青い軍服スタイルのシェリルのステージ衣装を再現。
シェリル・ノーム ステージ衣装
2009年2月発売
発売 - コスパ
マクロスFの後期オープニングの紫のステージ衣装を再現。
美星学園高校制服（シェリル）
発売 - アニメイトコスチューム館 ACOS
シェリルの美星学園高校の制服を再現。

### その他
きゃらコン マクロスF シェリル三菱ランサーEvo.VIII
2008年10月下旬発売
発売元 - CCP
シェリルのキャラクターデカールのついたラジコンカー。スケールは1/28。デザイン監修は河森正治。
きゃらコン マクロスF シェリル（レーシングVer.）三菱ランサーEvo.VIII
2009年1月30日発売
発売元 - CCP
シェリルのキャラクターデカールのついたラジコンカー。スケールは1/28。マクロス・フロンティアのアイランド1で年1回開催されているF.T.C.C.（フロンティア・ツーリング・カー・チャンピオンシップ）という架空のレースに参加しているという設定も作られた。シェリルはみずからスポンサードする「ギャラクシー・レーシング」チームとして参加、ドライバーはオズマ・リーという設定。
チャツネ付きギャラクシーカレー シェリルー
2009年10月17日発売
シェリルとカレールーをもじった名前の粉末カレー。東京アニメセンターと『マクロス・クロスオーバーライブ』の会場で期間限定発売された。パッケージにはシェリルのイラストが描かれている。
シェリル・飲〜む？
2010年6月26日発売
シェリルの衣装を模したボトルに入ったボディウォーター（ナチュラルミネラルウォーター）。東京アニメセンターで限定発売。
うるおい美肌ケータイミスト
2011年9月12日発売
発売元 - ぴあ
小型のミスト美顔器。『マクロスF』と直接関係はないが、PRキャラクターとしてシェリルが選ばれた。発売に際して東急東横線渋谷駅改札口でポスタージャックが行われたほか、商品の特設サイトも公開されていた。

## オフィシャルウェブサイト
2011年11月23日、シェリル・ノームオフィシャルウェブサイト（「外部リンク」参照）がオープン。先んじてティザーサイトが公開され、シェリルの誕生日とされている11月23日に合わせてカウントダウンが行なわれ、日付変更とともに公開された。オフィシャルブログ同様にシェリルが実在するかのような設定で運営され、これまで発売されたCDや映像ソフトは、ディスコグラフィやメディア登場情報として記録されている。さらに、企業・法人・団体からのタイアップ企画に関する受付フォームも設置された。現在は閉鎖。

## イベント
超時空ファンクラブ マクロス魂 ミーティング 2024.11.23 〜あたし達はシェリル……シェリル・ノームよ。こんなバースデイめったにしないんだからね！〜
2024年11月23日に東京都渋谷区のVeats Shibuyaで開催された、シェリルの誕生日を祝うイベント。YouTubeの「マクロスch」でライブ配信もされた。遠藤とMay'nが出演してトークやミニライブを実施し、『マクロスF オールタイムベストアルバム「娘々グレイテスト☆ヒッツ！」』の発売、May'nのデビュー20周年コンサート「SANKYO presents May'n 20th Anniversary Concert Gratz from MACROSS F」の開催、『マクロスF』の単独ライブ「SANKYO presents マクロスF ギャラクシーライブ☆ファイナル 2025」の開催を発表した。
SANKYO presents May’n 20th Anniversary Concert Gratz from MACROSS F
2025年5月9日・10日にパシフィコ横浜の国立大ホールで開催された、May'nのアーティストデビュー20周年記念コンサート。9日はシェリル・ノーム starring May’n名義で「With you -Sheryl On Stage-」、10日はMay’n名義で「With you -May’n Space-」と題し、内容は両日で異なるものとなった。コラボビジュアルは江端里沙が手がけている。